# Septa

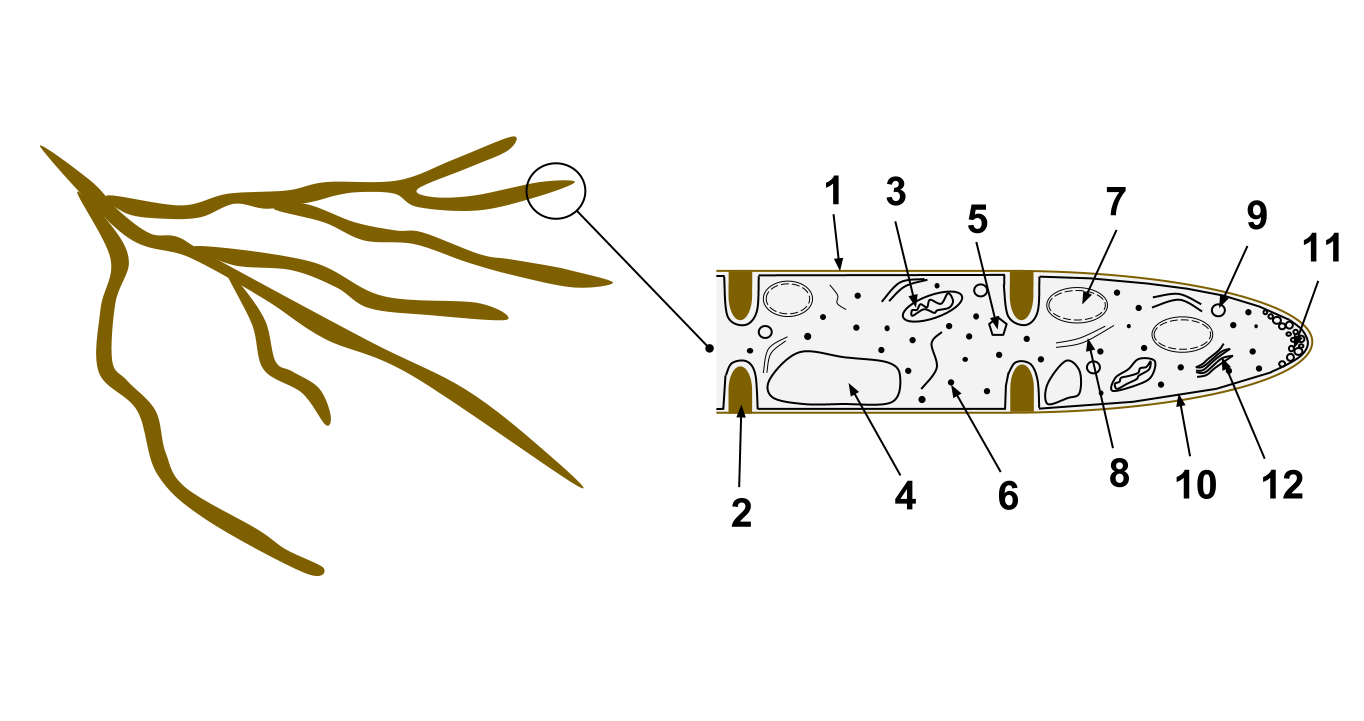
Schemat strzępki z septami

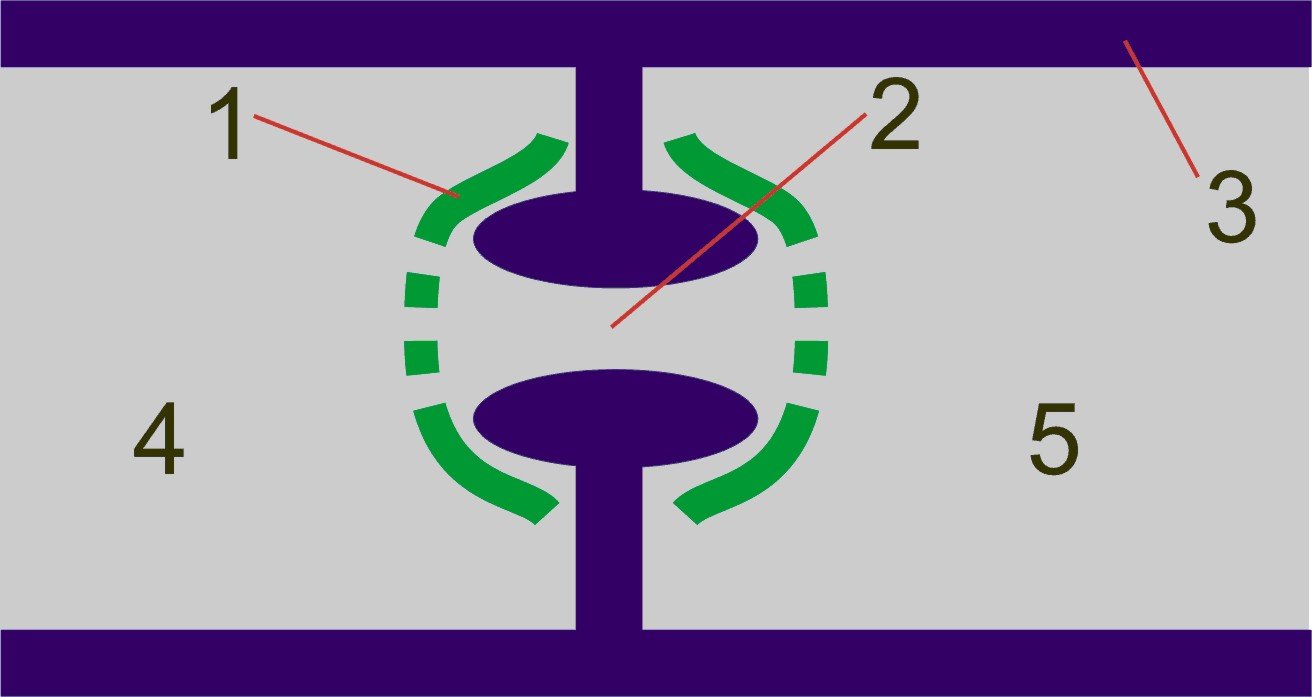
Schemat budowy doliporu: 1 – parentosom, 2 – otwór przegrody, 3 – ściana komórkowa, 4,5 – cytoplazma sąsiednich komórek

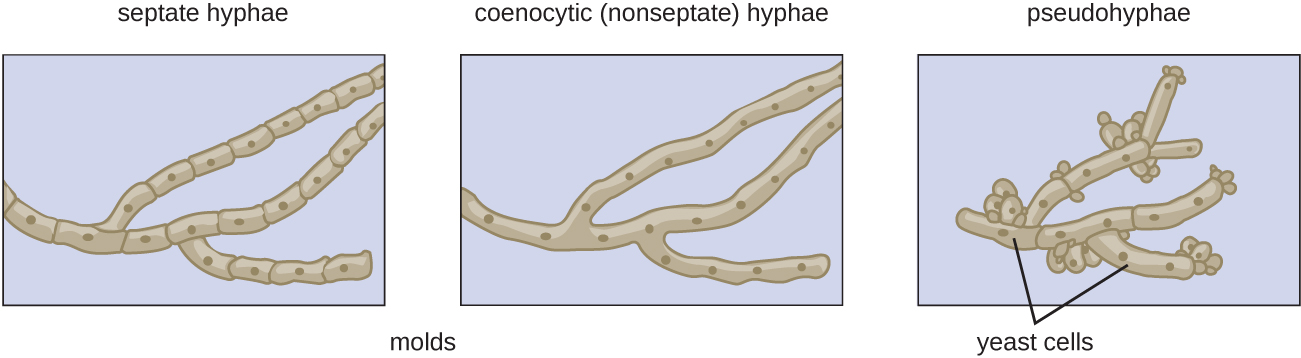
Strzępki septowane, nieseptowane i strzępki z pseudoseptami

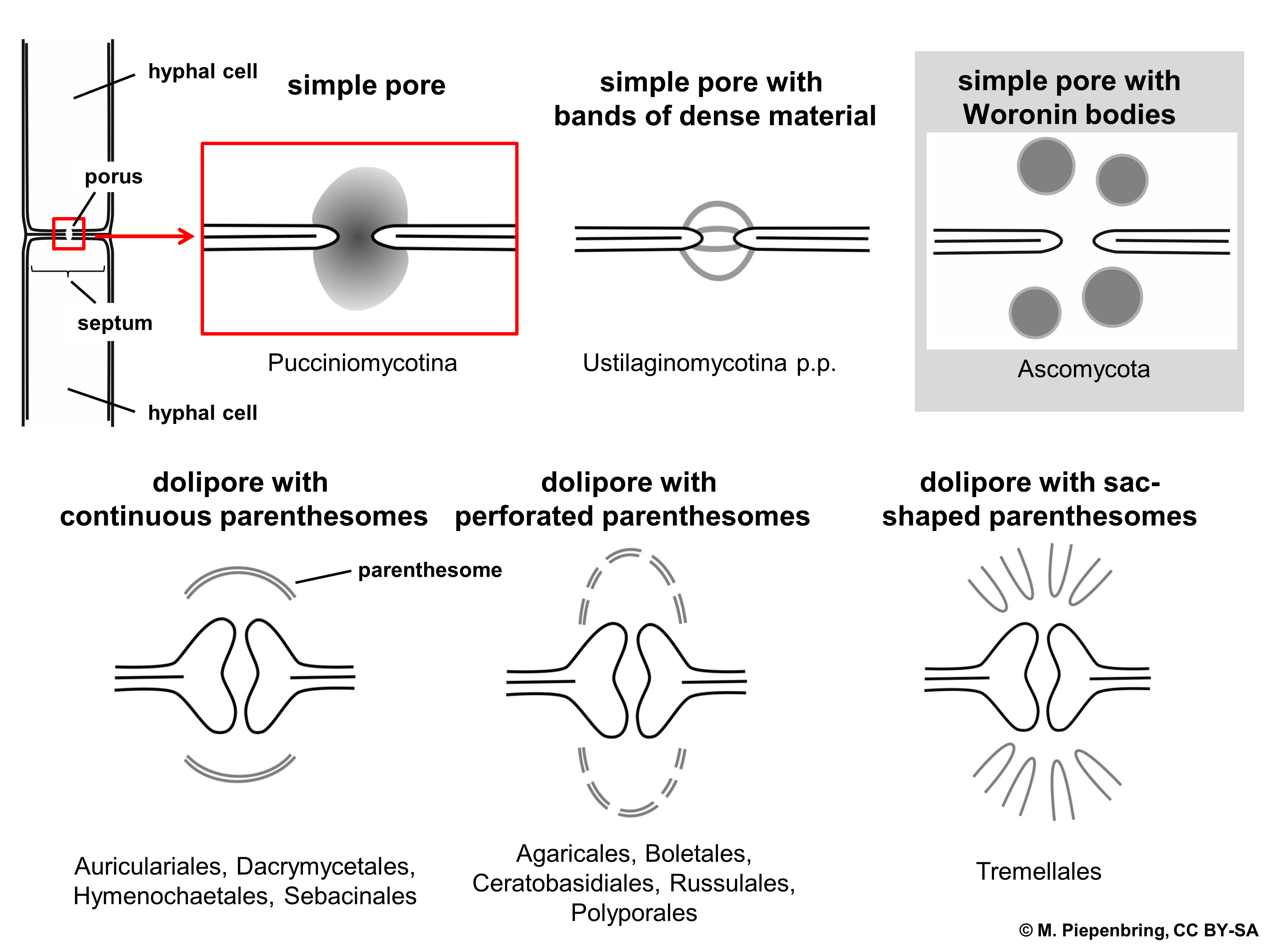
Różne typy przegród

Septa (l. mn. septy, łac. septum), czyli przegroda lub ściana poprzeczna – u grzybów jest to poprzeczna ściana dzieląca strzępkę na komórki. Strzępki z przegrodami nazywane są strzępkami septowanymi, strzępki bez przegród to strzępki nieseptowane. Przegrody występują również w niektórych zarodnikach.

## Rola przegród
- mechanicznie wzmacniają i stabilizują konstrukcję strzępek;
- zamknięcie odcinka plechy w przypadku uszkodzenia niektórych komórek, lub w przypadku stresu biotycznego, lub abiotycznego. Eliminacja części komórek pozostaje bez większego wpływu na pozostałą część grzybni. Stwierdzono, że grzyby posiadające w strzępkach septy są bardziej odporne na brak wody (stres wodny), niż grzyby o strzępkach nieseptowanych;
- izolacja sąsiednich komórek i procesów biochemicznych i fizjologicznych, jakie w nich zachodzą sprzyja różnicowaniu strzępki w wyspecjalizowane struktury, takie jak np. związane z wytwarzaniem zarodników[2].

## Budowa i typy przegród
Ściany przegród zawsze znajdują się pod kątem prostym w stosunku do długiej osi strzępki. Ze względu na budowę wyróżnia się kilka typów przegród:
1. Septy o pełnych ścianach komórkowych, bez otworu w środku – występują u niektórych lęgniowców, sprzężniaków i grzybów niedoskonałych[3];
2. Septy z przegrodą, w której jest wiele mikroporów o średnicy ok. 9 nm, a liczba tych porów może dochodzić do 50. Występują u niektórych grzybów niedoskonałych, np. u Geotrichum candidum. Mikropory te umożliwiają ciągłość cytoplazmy pomiędzy sąsiednimi przedziałami strzępek, ale są zbyt małe, aby umożliwić jej przepływ w takim stopniu, jak u grzybów posiadających większe przegrody porów[4];
3. Septy o ścianach poprzecznych niepełnych – mają postać dośrodkowych uwypukleń niełączących się ze sobą. Występują u skoczkowców[3];
4. Septy proste – ich grubość zmniejsza się dośrodkowo, a na środku jest otwór o średnicy 50–500 nm, przez który może przemieszczać się protoplazma wraz z jądrami i organellami komórkowymi. Występują u workowców i niektórych podstawczaków. Dzięki swobodnemu przepływowi cytoplazmy możliwa jest wymiana substancji pokarmowych między komórkami strzępek i jej wzrost. Bezpośrednio przy otworze przegrody znajdują się kuliste, zbudowane z białka ciałka Woronina. Mają wielkość od 0,1 do 1 μm, są więc większe od średnicy porów. Normalnie nie blokują przepływu cytoplazmy, ale robią to w razie uszkodzenia lub starzenia się komórek. U niektórych workowców brak ciałek Woronina, są natomiast duże, sześciokątne kryształy, które również mogą uszczelnić pory w uszkodzonych, lub starzejących się komórkach[4]. Strzępki z takimi przegrodami nazywane są strzępkami z prostą przegrodą (ang. simple-septate)[5];
5. Septy doliporowe – najbardziej wyspecjalizowane, mają ściany z jednym otworem, wokół którego jest pierścień o ścianach prostych lub beczułkowato wygiętych, a na obu stronach tego pierścienia tworzy się rodzaj kaptura osłaniającego wyloty otworu (tzw. dolipor). Występują u podstawczaków i niektórych workowców. Przy takiej budowie w zasadzie niemożliwe jest przechodzenie jąder przez septy[3]. Dlatego po mitozie między sąsiednimi komórkami tworzy się specjalna sprzążka, przez którą mogą przepłynąć jądra wraz z cytoplazmą[2].

## Przegrody zarodników i rurek
Przegrody występują również w zarodnikach. Wyróżnia się ich tutaj dwa rodzaje:
- przegrody właściwe, czyli eusepty. Zbudowane są podobnie jak przegrody w strzępkach z obydwu warstw ściany zarodnika,
- pseudosepty, czyli distosepty. Zbudowane są tylko z wewnętrznej warstwy ściany[6].

Przegrody istnieją również między rurkami w hymenoforze grzybów. Ich zewnętrzna część oddzielająca otwory rurek zwane porami, nosi nazwę dissepiment i czasami określana jest polską nazwą „ostrze porów”. Budowa dissepiment ma znaczenie przy identyfikacji gatunków, zwłaszcza grzybów poliporoidalnych i kortycjoidalnych.